# ポール・アゴスティーノ
ポール・アゴスティーノ（Paul Agostino, 1975年6月9日 - ）は、オーストラリア・アデレード出身の元同国代表サッカー選手。ポジションはFW（センターフォワード）。

## 経歴
ドイツ・ブンデスリーガのTSV1860ミュンヘンで10年間活躍したストライカー。
2007年に生まれ故郷にあるアデレード・ユナイテッドFCに移籍。オーストラリアでのプレーは15年ぶりである。
1860ミュンヘン在籍時、ドイツ紙に八百長試合への関わりを告発されたことがある（本人は否定）。
2008年12月30日、2008-09シーズン終了後に現役を引退することを発表。

## 代表歴
- U-17 オーストラリア代表
- U-20 オーストラリア代表
- U-23 オーストラリア代表
  - アトランタオリンピック・オーストラリア代表
- オーストラリア代表
  - 1996年4月23日 - A代表初出場 - チリ代表戦

## タイトル

### 代表
オーストラリア代表
- OFCネイションズカップ 2000